# Semonia
Semonia en la mitologia romana era la deessa de la sembra. Pertanyia a un grup de deitats que també comprenia Setia (o Seja) i Segetia. Els seus noms deriven de la mateixa arrel lingüística que el verb llatí sero "sembrar".